# تفاعل غرينيار
تفاعل غرينيار هو تفاعل عضوي فلزي تقوم فيه هاليدات المغنيزيوم العضوية R-Mg-X، (يمكن أن يكون الباقي العضوي R ألكيل أو أريل)،والتي تسمى بكواشف غرينيار وهي محبة للنوى، بالهجوم على ذرات الكربون المحبة للإلكترونات والداخلة في روابط قطبية (مثل مجموعة الكربونيل في المثال أدناه)، ليتشكل لدينا رابطة كربون-كربون جديدة، مغيرة بالتالي التهجين حول مركز التفاعل. . يعد تفاعل غرينيار من الوسائل المهمة لتشكيل رابطة كربون-كربون جديدة  ولتشكيل روابط مع الكربون لكل من العناصر: الفوسفور والقصدير والسليكون، والبورون .
سمي التفاعل نسبة للكيميائي الفرنسي فيكتور غرينيار.